# Luční potok v Podkrkonoší
Luční potok v Podkrkonoší je přírodní památka a zároveň evropsky významná lokalita nacházející se mezi obcemi Mladé Buky a Rudník v okrese Trutnov. Přírodní památka byla vyhlášena 7. dubna 2014 nařízením Královéhradeckého kraje č. 6/2014. Chráněn je celý tok od pramene východně od Hertvíkovic až po soutok s říčkou Čistá v Rudníku. Přírodní památka zasahuje na katastrální území Mladých Buků, Hertvíkovic, Vlčic u Trutnova, Javorníku v Krkonoších a Rudníku.
Důvodem ochrany je populace raka kamenáče (Austropotamobius torrentium), unikátní vzhledem k její genetické a geografické izolaci na severovýchodní hranici rozšíření.